# Enochrus fimbriatus
Enochrus fimbriatus är en skalbaggsart som först beskrevs av Melsheimer 1844.  Enochrus fimbriatus ingår i släktet Enochrus och familjen palpbaggar. Inga underarter finns listade i Catalogue of Life.